# SK Kadima Veliki Bečkerek
Sportski klub Kadima Veliki Bečkerek bio je srbijanski sportski klub iz Velikog Bečkereka (današnjeg Zrenjanina).
Osnovali su ga Židovi u listopadu 1921.
Godine 1925. imao je hazenašku, lakoatletsku, nogometnu, plivačku, tenisku, teškoatletsku sekciju.
Velikobečkerečki sport klub i Kadima ujedinili su se u Vojvodinu 1929.